# Петровці (Слободський район)
Петро́вці (рос. Петровцы) — присілок у складі Слободського району Кіровської області, Росія. Входить до складу Шестаковського сільського поселення.
Населення становить 9 осіб (2010, 9 у 2002).
Національний склад станом на 2002 рік — росіяни 100 %.